# Jessica White
Jessica Terelle White (née le 21 juin 1984 à Buffalo, dans l’État de New York aux États-Unis), est un mannequin afro-américaine et occasionnellement actrice.

## Biographie
Jessica Terelle White est née le 21 juin 1984, à Buffalo, dans l’État de New York .
À l'âge de 16 ans, elle fut repérée dans sa ville natale « Buffalo », et est ensuite allée à l'école Personal Best modeling. Quelques années après, elle va à Paris où elle signe un contrat avec l'agence IMG et six mois plus tard elle enchaîne les campagnes pour CoverGirl, Chloé, et Gap.
Elle a travaillé pour des marques de New York, dont Ralph Lauren, Oscar de la Renta, Marc Jacobs et Tommy Hilfiger. Tyra Banks l'a surnommée « le modèle de sa génération ».
En juin 2007, White a signé un contrat avec la société de cosmétiques Maybelline.
White a fait partie de Elite Plus, une subdivision de Elite Model Management, à New York jusqu'à ce qu'il soit résilié. En octobre 2009, Jessica a figuré dans America's Next Top Model . Elle est présentée par Lorenzo Martone et Ryan Brown, fondateurs d'Arc New York Public Relations.

### En tant qu'actrice
En 2006, White a eu un petit rôle dans Big Mamma 2 et est apparue dans les vidéoclips des chanteurs John Legend, Jay-Z (rappeur), Robin Thicke, et Trey Songz.
Enfin en 2008, elle est apparue dans Les Feux de l'amour, dans les épisodes diffusés sur TF1 dès le 13 février 2012.
Elle apparaît également dans l'épisode 8 de la saison 24 de New York, police judiciaire dans le rôle de Hailey Vonn.